# Focke-Wulf A 16
Il Focke-Wulf A 16 era un monomotore di linea ad ala alta sviluppato dall'azienda tedesca Focke-Wulf-Flugzeugbau AG negli anni venti.
Dall'A 16 verranno in seguito sviluppati il bimotore GL 18 del 1926 e la versione ingrandita A 17 "Möwe" del 1927 capace di trasportare 8 passeggeri.

## Storia del progetto
L'A 16 viene ideato nel 1924 in concomitanza della fondazione dell'azienda da parte di Henrich Focke. Il 23 giugno dello stesso anno ai comandi di Focke verrà portato in volo per la prima volta il prototipo, primo velivolo a portare il marchio aziendale.
Nel corso degli anni il modello adottò numerose diverse motorizzazioni sia radiali che in linea e gli stessi vennero più volte aggiornati adottando nuovi motori sullo stesso velivolo.

## Versioni
A 16
versione motorizzata con un radiale Siemens-Halske Sh 7 a 7 cilindri da 75 PS (55 kW).
A 16a
versione motorizzata Mercedes D.I 6 cilindri in linea da 100 PS (73,5 kW).
A 16b
versione motorizzata Junkers L 1a da 85 PS (63 kW).
A 16c
versione motorizzata dal radiale Siemens-Halske Sh 11 a 7 cilindri da 100 PS (73,5 kW).
A 16d
versione motorizzata Mercedes D.II da 120 PS (88 kW).
A 16e

## Utilizzatori
(lista parziale)
 Germania
- Fliegerhorst Nordmark
- Deutsche LuftHansa (DLH)
- Norddeutsche Luftverkehr AG (NOLAG)
- Norddeutsche Luftverkehr GmbH (NOLUG)

## Modellismo
- Planet Models scala 1/72 in resina.[2]

## Velivoli comparabili
Germania
- Dornier Komet
- Junkers K 16
- Messerschmitt M 18

### Pubblicazioni
- (EN) THE FOCKE-WULF TYPE A. 16 - An Interesting German Commercial Aeroplane (PDF), in Flight, http://www.flightglobal.com/home/default.aspx, 15 gennaio 1925. URL consultato il 24 maggio 2010.